# ジョンソン博士の家

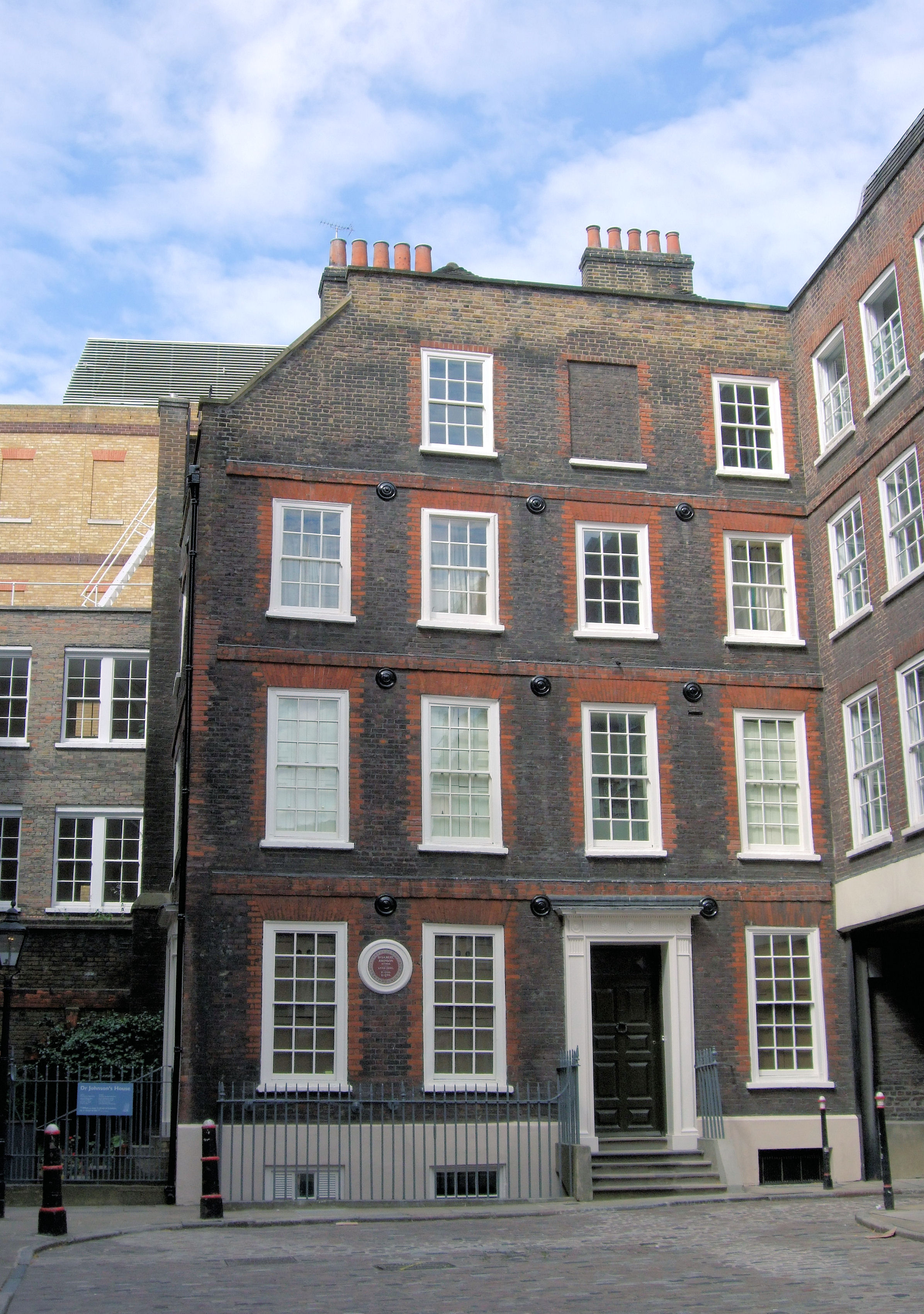
ジョンソン博士の家 (2010年)

ジョンソン博士の家（ジョンソンはかせのいえ、英語: Dr Johnson's House）は18世紀イングランドの作家で辞書編纂者である「ジョンソン博士」ことサミュエル・ジョンソンの旧宅を文学館にした展示施設である。イギリス指定建造物1級。

## 場所
現在は歩行者しか入れなくなっているL型の小さな路地であるゴフスクエア17番地にある。このあたりの周囲は古い通路が入り組んでいて、フリート・ストリートのすぐ北側である。4柱間で5階建てである。 
セントラル線のチャンスリー・レーン駅から徒歩で5分少々、ナショナル・レール及びロンドン地下鉄サークル&ディストリクト線のブラックフライアーズ駅から徒歩10分ほど、サークル&ディストリクト線のテンプル駅からも歩くことができる。近くにジョン・ハンターのコレクションをおさめたハンテリアン博物館がある。

## 来歴

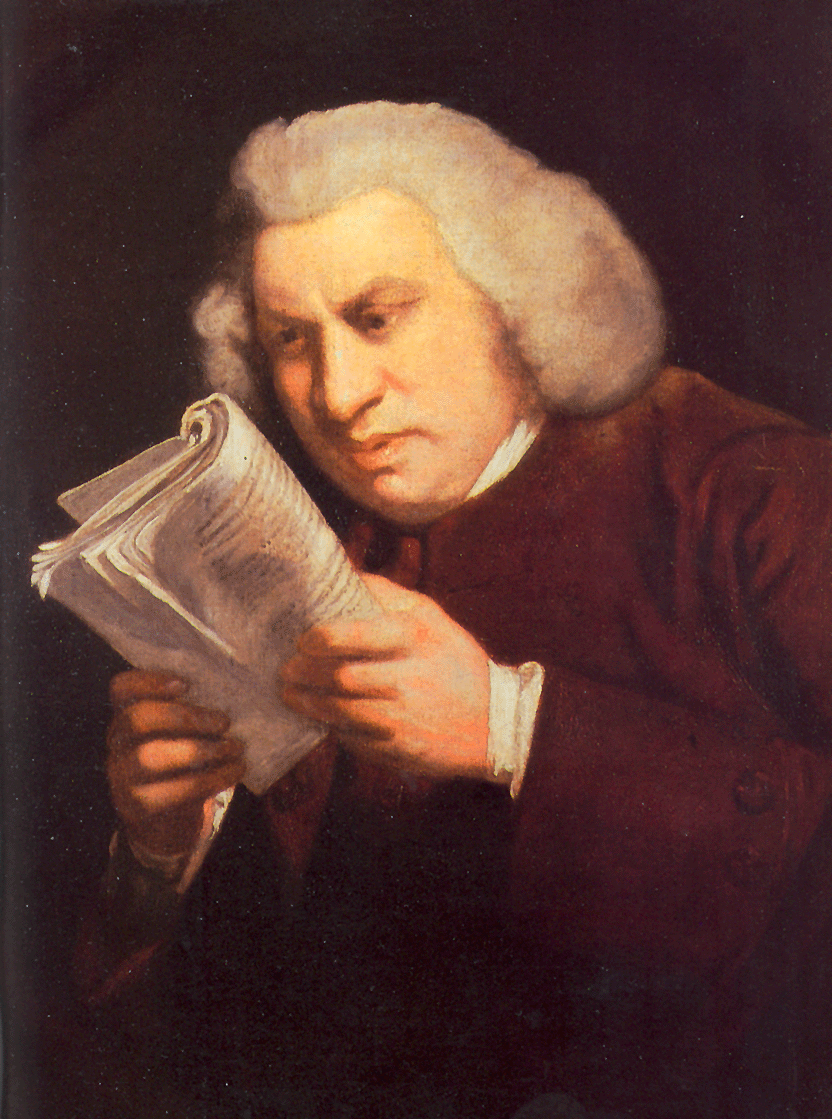
ジョシュア・レノルズによるサミュエル・ジョンソンの肖像画。

17世紀の末にウール商人であるリチャード・ゴフがこの家を建てたが、ゴフは1728年に亡くなっている。グレーター・ロンドンの他の場所には17世紀末の家がまだいくつも残ってはいるが、「スクエアマイル」ことシティ・オブ・ロンドンに残っているこの時代の家屋としては珍しい例であり、シティでジョンソンが住んでいた18箇所の中では唯一、現存する家屋である。
ジョンソンは1748年から1759年まで、家賃30ポンドを払ってこの家に住んでおり、ここで有名な『英語辞典』を編纂した。
19世紀にはホテル、印刷所、倉庫などとして使われていた。1911年に新聞業界の大物で政治家だったセシル・ハームズワースがこの家を買い上げた。ハームズワースは後に「1911年4月にこの家を買った時は、見たところ不潔と腐食そのものといった感じだった。（中略）ロンドン全体を探しても、これより絶望的に荒れ果てた住宅があったかどうか疑わしいくらいだ」と述べている。ハームズワースは建築家であるアルフレッド・バーの監督のもとで家を修復し、1914年に一般公開にこぎつけた。

## 現在

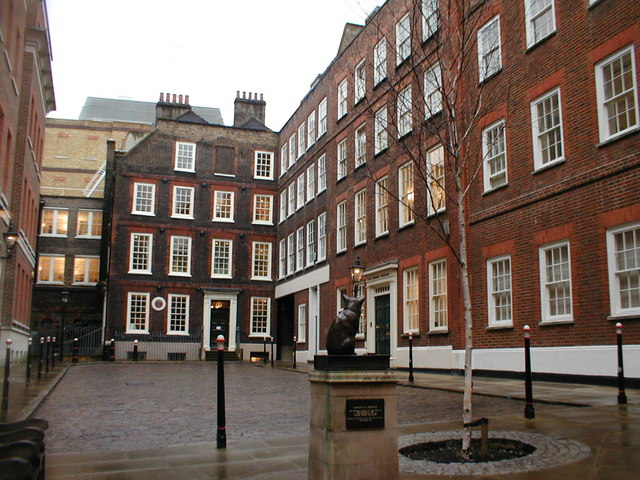
ゴフスクエアにあるジョンソン博士の家。

現在はチャリティトラストであるジョンソン博士財団により管理されている。鏡板を張った部屋とマツ材の階段に、18世紀の家具、版画や肖像画などを展示した博物館となっている。内装は非常にシンプルであるが、ジョンソンの人生と作品に関する展示を見ることができる。ジョンソンの親しい友人だったスレイル夫人のティーセットや、ジャマイカ系の使用人でジョンソンの財産の大部分を相続したフランシス・バーバーを描いたのではないかと思われる肖像画も所蔵している。2019年1月時点の入場料金は大人は7ポンド、子供は3.5ポンドである。
1876年に、ロイヤル・ソサエティ・オブ・アーツにより、家の外側にジョンソンが住んでいたことを記念するブルー・プラークがとりつけられた。

## その他
ジョンソンの故郷であるリッチフィールドのジョンソン家の家屋も、サミュエル・ジョンソン・バースプレイス博物館となっている。